# نام روزهای هفته

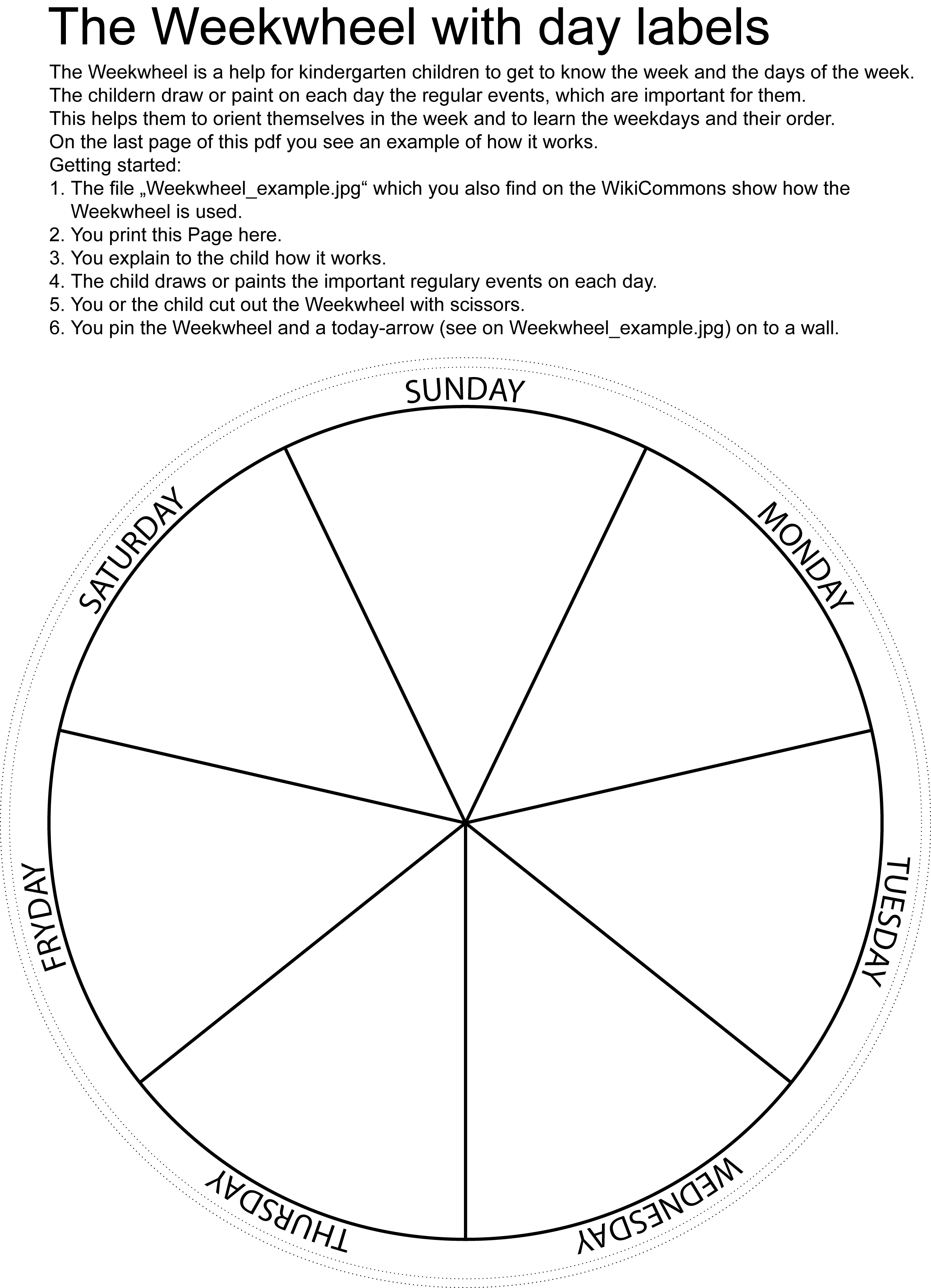
چرخ آموزش روزهای هفته برای کودکان

نام روزهای هفت روز هفته در بسیاری از زبان‌ها از نام کلاسیک سیاره در طالع بینی یونانی مشتق شده است.در برخی از زبان های دیگر، روزها از روی نوشته های الهی خدایان فرهنگ منطقه مربوط نام گذاری شده است و هر کدام از آنها با یکشنبه و دوشنبه شروع میشود .

در استاندارد بین‌المللی ایزو ۸۶۰۱ ، دوشنبه به عنوان روز اول هفته تلقی می شود.

## نام گذاری روزها بر اساس سیارات

### پارسی
در ایران باستان هفته وجود نداشته‌است و گاهشماری نزد ایرانیان بر پایهٔ روزهای ماه بوده‌است. به این ترتیب که هر روز به ایزدی منسوب بوده و نامی داشته‌است. نمونه را روزِ نخستِ هر ماه، به نامِ هورمزد (هرمز)، روزِ دوم به نامِ وهومن (هومن یا بهمن)، یا روز شانزدهم به نامِ ایزدبانو آناهیتا نامیده شده بود و هر روز که نامش با نام ماه یکسان بود به نیایش و جشن مختص می‌شد. مفهومِ هفته از تمدن‌های همسایه، به ویژه، میان رودان در فرهنگ ایرانی شده و پس از اسلام صورت امروزی گرفته‌است.

### انگلیسی
- Sunday بر اساس خورشید یا سول
- Monday بر اساس ماه یا لونا
- Tuesday بر اساس تیر (اسطوره‌شناسی نورس)
- Wednesday بر اساس اودین (اسطوره‌شناسی نورس)
- Thursday بر اساس ثور (اسطوره‌شناسی نورس)
- Friday بر اساس فریگ (اسطوره‌شناسی نورس)
- Saturday بر اساس زحل یا ساترن

### لاتین
- Dies solis بر اساس خورشید یا سول
- Dies lunae بر اساس ماه یا لونا
- Dies Martis بر اساس مریخ یا مارس
- Dies Mercurii بر اساس عطارد یا مرکوری
- Dies Iovis بر اساس مشتری یا ژوپیتر
- Dies Veneris بر اساس زهره یا ونوس
- Dies Saturni بر اساس زحل یا ساترن

### یونانی
- ἡμέρα Ἡλίου بر اساس سول
- ἡμέρα Σελήνης بر اساس لونا
- ἡμέρα Ἄρεως بر اساس مریخ یا آرس
- ἡμέρα Ἑρμοῦ بر اساس عطارد یا مرکوری
- ἡμέρα Διός بر اساسمشتری یا زئوس
- ἡμέρα Ἀφροδίτης بر اساس زهره یا ونوس
- ἡμέρα Κρόνου بر اساس زحل یا ساترن

## نام روزهای هفته
نام‌های روزهای هفته در خاورمیانه و برخی زبان‌های پیرامونی:
| فارسی      | هورامی     | عربی   | ترکی      | ترکی آذربایجانی | پشتو     | کردی کرمانجی | کردی سورانی | عبری      | ارمنی      | اردو   |
| ---------- | ---------- | ------ | --------- | --------------- | -------- | ------------ | ----------- | --------- | ---------- | ------ |
| شنبه       | شه‌ممه‌ی     | سبت    | Cumartesi | Şənbə           | شنبې     | Şemî         | شه‌ممه       | יום השבת  | Շաբաթ      | هفته   |
| یک‌شنبه     | یه‌کشه‌ممه‌ی  | أَحَد    | Pazar     | Bazar           | یکشنبه   | Yekşem       | یه‌کشه‌ممه    | יום ראשון | Կիրակի     | اتوار  |
| دوشنبه     | دوه‌شه‌ممه‌ی  | إثْنَان  | Pazartesi | Bazar ertəsi    | دوشنبه   | Duşem        | دووشه‌ممه    | יום שני   | Երկուշաբթի | پیر    |
| سه‌شنبه     | یه‌ره‌شه‌ممه‌ی | ثلاثاء | Salı      | Çərşənbə axşamı | سې شنبه  | Sêşem        | سێشهممه     | יום שלישי | Երեքշաբթի  | منگل   |
| چهارشنبه   | چوارشه‌ممه‌ی | أربعاء | Çarşamba  | Çərşənbə        | چهارشنبه | Çarşem       | چوارشه‌ممه   | יום רביעי | Չորեքշաբթի | بده    |
| پنج‌شنبه    | په‌ن شه‌ممه‌ی | خمیس   | Perşembe  | Cümə axşamı     | پنجشنبه  | Pêncşem      | پێنجشهممه   | יום חמישי | Հինգշաբթի  | جمعرات |
| جمعه/آدینه | جومعه‌ی     | الجمعة | Cuma      | Cümə            | جمعه     | În           | هه‌ینی       | יום שישי  | Ուրբաթ     | جمعه   |

نام‌های روزهای هفته در فارسی تاجیکی با فارسی یک‌سان است. این نام‌ها در تاجیکستان به خط سیریلیک این‌گونه نوشته می‌شود: 
Шанбе (شنبه)، Якшанбе (یک‌شنبه)، Душанбе (دوشنبه)، Сешанбе (سه‌شنبه)، Чоршанбе (چهارشنبه)، Панҷшанбе (پنج‌شنبه)، Ҷумъа (آدینه).